# 全程数字化无损音频
全程数字化无损音频 (CDLA)是乐视在2016年提出的数字音频传输标准。

## 历史
“全程数字化无损音频”标准由乐视发布。 乐视于2016年4月20日发布的第二代智能手机“乐2”、“乐2 Pro”和“乐2 Max”均支持此项标准。这些手机取消了3.5毫米接口，而通过Type-C接口把数字音频流以CDLA标准进行传输。